# Zhangixalus
Zhangixalus Li, Jiang, Ren, and Jiang, 2019 è un genere di anfibi anuri della famiglia Rhacophoridae, diffuso in India, nel sud-est asiatico e in Giappone.

## Tassonomia
Il genere era precedentemente considerato sinonimo di Rhacophorus. Comprende le seguenti specie:
- Zhangixalus achantharrhena (Harvey, Pemberton & Smith, 2002)
- Zhangixalus amamiensis (Inger, 1947)
- Zhangixalus arboreus (Okada & Kawano, 1924)
- Zhangixalus arvalis (Lue, Lai & Chen, 1995)
- Zhangixalus aurantiventris (Lue, Lai & Chen, 1994)
- Zhangixalus burmanus (Andersson, 1939)
- Zhangixalus chenfui (Liu, 1945)
- Zhangixalus dennysi (Blanford, 1881)
- Zhangixalus dorsoviridis (Bourret, 1937)
- Zhangixalus duboisi (Ohler, Marquis, Swan & Grosjean, 2000)
- Zhangixalus dugritei (David, 1872)
- Zhangixalus dulitensis (Boulenger, 1892)
- Zhangixalus feae (Boulenger, 1893)
- Zhangixalus franki Ninh, Nguyen, Orlov, Nguyen, and Ziegler, 2020
- Zhangixalus hongchibaensis (Li, Liu, Chen, Wu, Murphy, Zhao, Wang, & Zhang, 2012)
- Zhangixalus hui (Liu, 1945)
- Zhangixalus hungfuensis (Liu & Hu, 1961)
- Zhangixalus jarujini (Matsui & Panha, 2006)
- Zhangixalus jodiae Nguyen, Ninh, Orlov, Nguyen, and Ziegler, 2020
- Zhangixalus leucofasciatus (Liu & Hu, 1962)
- Zhangixalus lishuiensis (Liu, Wang, and Jiang, 2017)
- Zhangixalus minimus (Rao, Wilkinson & Liu, 2006)
- Zhangixalus moltrechti (Boulenger, 1908)
- Zhangixalus nigropunctatus (Liu, Hu & Yang, 1962)
- Zhangixalus omeimontis (Stejneger, 1924)
- Zhangixalus owstoni (Stejneger, 1907)
- Zhangixalus pachyproctus Yu, Hui, Hou, Wu, Rao, and Yang, 2019
- Zhangixalus pinglongensis (Mo, Chen, Liao, and Zhou, 2016)
- Zhangixalus prasinatus (Mou, Risch & Lue, 1983)
- Zhangixalus prominanus (Smith, 1924)
- Zhangixalus puerensis (He, 1999)
- Zhangixalus schlegelii (Günther, 1858)
- Zhangixalus smaragdinus (Blyth, 1852)
- Zhangixalus suffry (Bordoloi, Bortamuli & Ohler, 2007)
- Zhangixalus taipeianus (Liang & Wang, 1978)
- Zhangixalus viridis (Hallowell, 1861)
- Zhangixalus wui (Li, Liu, Chen, Wu, Murphy, Zhao, Wang, & Zhang, 2012)
- Zhangixalus yaoshanensis (Liu & Hu, 1962)
- Zhangixalus yinggelingensis (Chou, Lau & Chan, 2007)
- Zhangixalus zhoukaiyae (Pan, Zhang, and Zhang, 2017)